# Casa Segura Alta
Casa Segura Alta és una obra de Maials (Segrià) inclosa a l'Inventari del Patrimoni Arquitectònic de Catalunya.

## Descripció
Gran casal entre mitgeres de planta baixa i tres pisos amb un gran pas cobert que permet anar directament al darrere. Cal notar el resultat de la construcció, donat per les proporcions de la façana, obertures, etc.